# Tim Borowski
Tim Borowski (Neubrandenburg, 2. svibnja 1980. ) je bivši njemački nogometaš. Bio je centralni vezni igrač. 

## Osobni život
Oženio je Lenu Mühlbacher 15. srpnja 2006. u dvorcu u Osterholz-Scharmbeck. Imaju jedno dijete, Emiliu rođenu 22. srpnja 2007.

## Trofeji
Klub
- Njemački U19 prvak 1999. s Werder Bremen
- DFB-Pokal pobjednika 2004. s Werder Bremen
- Bundesliga prvak 2004. s Werder Bremen

Reprezentacija
- Kup konfederacija 2005. – 2. mjesto
- Svjetsko prvenstvo 2006. – 2. mjesto
- UEFA Euro 2008 - 2. mjesto